# Zona d'especial protecció per a les aus
Una zona d'especial protecció per a les aus (ZEPA) és un territori declarat així segons la Directiva Aus 2009/147/CE  del Consell d'Europa, adoptada el 2009, relativa a la conservació dels ocells silvestres,que reemplaça l'anterior 79/409/CE, del 1979. Partint del principi que les aus constitueixen un patrimoni comú per a tot Europa, aquesta directiva pretén la conservació i l'adient gestió de totes les aus silvestres que viuen en el territori de la Comunitat Europea. Per a tal finalitat, defineix unes normes generals de protecció, en limita la relació d'espècies que poden ser objecte d'explotació cinegètica i els mètodes de captura, i regula també llur comercialització. A més, la directiva dona suport legal a un dels principis més elementals de la conservació de la vida silvestre: la protecció dels hàbitats per a garantir la protecció de les espècies.
Així, els estats membres tenen l'obligació de conservar els territoris més adients, en nombre i superfície suficient per a garantir la supervivència de les aus. A aquests territoris ZEPA, doncs, s'hi han d'adoptar les mesures més adients per evitar la contaminació o el deteriorament dels hàbitats, i les pertorbacions que afectin les aus.
Juntament amb les zones especials de conservació (ZEC), designades per la Directiva Hàbitats, en base als llocs d'importància comunitària (LIC), les ZEPA formen una xarxa d'àrees protegides per tota la Unió Europea, anomenada Natura 2000.

## A Catalunya
El 5 de setembre de 2006, el Govern de Catalunya va aprovar la proposta de Xarxa Natura 2000 a Catalunya mitjançant l'Acord del Govern 112/2006 (DOGC 4735, de 6-10-2006). Aquesta aprovació implicà la designació de noves zones ZEPA i la proposta de nous LIC, però també recollí les ZEPA designades i els LIC aprovats amb anterioritat (des del 1987). Posteriorment, la xarxa Natura 2000 ha estat modificada per diversos Acords de Govern.
A Catalunya existeixen 115 espais que estan declarats com a Llocs d'Importància Comunitària (LIC) i 73 com a Zones d'Especial Protecció per a les Aus (ZEPA). D'entre els primers, 29 d'ells ja han estat declarats com a Zones Especials de Conservació (ZEC) culminant, així el procediment de desplegament de la xarxa Natura 2000 al país. A Catalunya, aquests espais es protegeixen mitjançant la seva inclusió automàtica al Pla d'Espais d'Interès Natural (PEIN).